# Are You Dead Yet?
Are You Dead Yet? er det femte album fra det finske melodiske dødsmetalband Children of Bodom, udgivet i Finland den 14. september 2005 og internationalt den 19. september 2005. Det er det første Children of Bodom-album, hvor guitarist Roope Latvala (Stone, Sinergy, eks-Waltari) er med, efter at deres tidligere guitarist Alexander Kuoppala havde forladt gruppen. 
På dette album er guitarerne stemt CGCFAD (drop C), hvilket var usædvanligt for bandet, der ellers havde indspillet alle deres tidligere album i D standard. Sangen "Next in Line" er dog stadig i D standard.
Musikstilen er meget enkel, og der er endda nogle industrielle elementer indarbejdet i musikken. Desuden bruges keyboard i langt mindre grad end tidligere.
Albummet vandt en guldplade samme år som det blev udgivet, nåede 1. plads på den finske hitliste, og fik også gode placeringer i bl.a. Sverige, Tyskland og Østrig.

## Produktion
For anden gang i deres karriere valgte Children of Bodom at få en anden end deres stamproducer, Anssi Kippo, til at producere deres album (første gang var Peter Tägtgren på Follow the Reaper). Valget faldt denne gang på Mikko Karmila, som hidtil havde mikset samtlige album med undtagelse af Something Wild (og singlen Children of Bodom). Om det har Laiho udtalt:
| Citat                              | Vi vidste at han ville komme til at mikse albummet alligevel, så vi kunne lige så godt prøve at indspille med den samme fyr. Og vi ville prøve noget anderledes, og ikke tage til Astia hver eneste gang. | Citat |
| Alexi Laiho om valget af producer. | |       |

Bandet havde på dette tidspunkt besluttet sig for ikke at ville bruge deres stamstudie Astia Studios, som lå langt inde i det centrale Finland, da de hellere ville indspille musikken et sted, som ikke lå for langt fra deres venner og bekendte. Produceringen af albummet blev derfor delt op mellem de to pladestudier Finnvox og Hästfittan på en sådan måde, at trommerne blev produceret i Finnvox Studios (hvor alle bandets hidtidige album og singler i øvrigt er blevet mikset – igen med undtagelse af Something Wild og Children of Bodom), mens resten af instrumenterne blev indspillet og produceret i en hytte i Hästholmen, som bandet havde lejet, for efterfølgende at slæbe deres udstyr derover og døbe det "Hästfittan ("hestefissen") Studios". Bandet overnattede også ofte i deres nye hjemmestudie – noget der ikke havde været mulighed for i Astia Studios.
To af sangene på albummet har sangtekster skrevet af Kimberly Goss, som ellers ikke havde skrevet materiale til bandet siden "Silent Night, Bodom Night" (fra Hatebreeder).
Produktionen af Are You Dead Yet? blev alvorligt hæmmet af en række uheld, som førte til at sangene måtte færdiggøres på kun nogle få måneder. Indspilningerne foregik i april-maj 2005.
De to sange fra ep'erne Trashed, Lost & Strungout og In Your Face blev dog ikke genindspillet, da man nøjedes med at overføre single-versionerne af sangene til albummet.

## Modtagelse
Ved sin udgivelse fik Are You Dead Yet? en meget blandet modtagelse blandt anmelderne, der stort set delte sig i to lejre: På den ene side var bandets gamle fans, som mente, at Children of Bodom nu for alvor havde droppet deres rå stil for i stedet at kunne appellere til masserne. En anmelder fra Metal Storm klagede fx over manglen på neo-klassiske riffs og guitardynamik.
I den anden lejr gav The Metal Observer albummet 8 ud af 10 stjerner og skrev blandt andet, at gruppen havde formået at "skrive et fuldt album bestående af sange" og ikke, som hidtil, "blot 4-minutter lange grundlag for soloer, holdt sammen af løse vers og omkvæd".
Selvsamme egenskaber blev ironisk nok kritiseret af Metal Storm, som mente, at albummet "mangler galskaben, de forbløffende riffs og keyboards samt de neo-klassiske leads". Derudover blev det kritiseret for dets "jævne vokal, åndssvage omkvæd og kedelige sangskrivning".
På trods af den blandede modtagelse blandt anmelderne solgte albummet bragende godt i hjem- såvel som udland. 
Ligesom forgængeren Hate Crew Deathroll strøg Are You Dead Yet? direkte ind på førstepladsen på den finske hitliste. 
Men i modsætning til sin forgænger faldt albummet allerede efter en uge fra første- til tredjepladsen , hvorefter det i uge 40 faldt til en syvendeplads, i den følgende uge til niendepladsen for derefter at gå ud af top 10. Albummet blev dog liggende på hitlisten indtil uge 45, hvorefter det forsvandt. Interessant nok vendte det tilbage til hitlisten – på en 35. plads – i uge 1 i 2006, forsvandt igen to uger senere og kæmpede sig så endnu en gang tilbage på listen i uge 6 for derefter endeligt at forsvinde.
Albummet har solgt over 23.000 eksemplarer i Finland alene.
Albummets bedste placering i udlandet var i Sverige, hvor det nåede en 16. plads. Der lå det på hitlisten i to uger. I Østrig, Frankrig og Schweiz lå albummet ligeledes to uger på hitlisten og havde højest placering på hhv. 42., 67. og 79. plads.

### Paralleller til In Flames
Metal Underground skrev i deres anmeldelse af Are You Dead Yet?: "Erklæret af bandmedlemmerne som det mest heavy de nogensinde har lavet, er albummet faktisk tungere end tidligere Bodom-album. Bivirkningen ved dette kan være, at die hard fans, som er mere til musikkens melodiske aspekter, kunne blive skuffede." Dette viste sig at holde stik, da albummet, som nævnt ovenfor, er blevet kritiseret fra flere sider.
Modtagelsen af den nye stil på Are You Dead Yet?, kritikken fra "gamle" fans samt mainstream-accepten af Children of Bodom trækker alle visse paralleller til pionererne inden for melodisk dødsmetal, In Flames: Efter In Flames havde udgivet Reroute to Remain i 2002, blev de mødt af massiv kritik fra deres "gamle" fans, som var utilfredse med den nye, mainstream-søgende musik.
Children of Bodoms frontmand, Alexi Laiho, har i øvrigt udtalt at Reroute to Remain er hans yndlings-In Flames-album.

## Turnéer
I modsætning til turnéerne der fulgte i kølvandet på udgivelserne af Children of Bodoms tidligere album, blev Are You Dead Yet? ikke fulgt af nogle turnéer der direkte blev døbt Are You Dead Yet?-turné. Det er blevet skrevet, at "Are You Dead Yet?-turnéen startede i slutningen af 2005", mens en anden hjemmeside indikerer at bandets sidste Are You Dead Yet?-turné var deres Nordamerikaturné i december 2006.
I den mellemværende år turnerede Children of Bodom intensivt. Efter albummets udgivelse i september 2005 var bandets første turné en fire-dage lang Australienturné 1.-4. oktober, fulgt af en Japanturné i perioden 7.-18. oktober og to totalt udsolgte koncerter i Finland. I perioden havde Children of Bodom også tre turnéer i Nordamerika (9. november-14. december 2005, 18. marts-10. april 2006 og 29. november-18. december 2006), en i Europa, en tre-dage lang Japanturné i april 2006 og tre sommerfestivaler deriblandt Wacken Open Air 2006. Derudover var bandet også sammen med bl.a. Slayer og Mastodon og Lamb of God en del af The Unholy Alliance, som både havde en Nordamerikaturné og en efterfølgende Europaturné i 2006.

## Musikalsk stil
Alexi Laiho udtalt allerede før albummets udgivelse at "vi vil bare gøre det mere ekstremt og bare mere aggressivt, og skubbe det så langt som vi kan. Og helt sikkert ikke gå i en blødere retning."
Som så ofte med Children of Bodom har deres album været svært at klassificere. All Music Guide har skrevet, at det til tider lød som "Fear Factory med en hardcore screamer som frontmand", men skrev samtidig, at albummet prægedes af en vis kant af progressiv metal. AMG sammenlignede ydermere lyden på sangene "Punch Me I Bleed" og "Bastards of Bodom" med Dream Theater og Iron Maiden.
Metal Underground har i deres anmeldelse skrevet, at "der er elementer fra thrash, død og melodisk metal, vokalen og keyboards minder somme tider lidt om black metal, og derudover er der en smule industrial."
Alexi Laiho har udtalt at albummet er blevet påvirket af "helt nye indflydelser", samt at det er "endnu mere ligetil end sin forgænger, og vil indeholde nogle industrial-elementer, mens det beholder bandets egen lyd, deriblandt de superhurtige guitar- og keyboardsoloer".
På Are You Dead Yet? har bandet givet afkald på flere af deres gamle karakteristika, deriblandt de lange, avancerede keyboardsoloer, og også guitarsoloer er der blevet skåret kraftigt ned på – en anmelder har formuleret det, som at der er mindre "instrumental onani". Ydermere har Laiho ændret sin sangstil og er blevet mere forståelig for det utrænede øre. Dette kan ses i kontrast til, da Peter Tägtgren i 2000 lærte Laiho om brug af growls og andre sangteknikker forud for udgivelsen af Follow the Reaper.
Som noget nyt er Henkka Seppäläs bas langt tydeligere på Are You Dead Yet? end på tidligere udgivelser.
Metal Hammer har i et interview sågar beskrevet at albummet indeholder "poppede glam-elementer".
Manglen på keyboard og soloer samt fremhævelsen af bassen har tilsammen givet albummet en meget 'tungere' lyd end de tidligere album – noget som både er blevet rost og kritiseret.
Are You Dead Yet? er i øvrigt det første album, som ikke indeholdt citater af nogen art – en trend som fortsatte på Blooddrunk.

## Omslag
Albummets omslag er, ligesom omslaget til Hate Crew Deathroll, designet af Sami "Emperor" Saramäki fra King Design. Det forestiller, ligesom alle Children of Bodoms album, manden med leen eller "Roy", som bandet har døbt ham.
Planen var, at omslaget til Are You Dead Yet? skulle vise Roy, som tjekkede om seeren (som han havde angrebet på omslaget af Hate Crew Deathroll) nu også var død – hvilket vil sige at omslaget til Are You Dead Yet? skulle forestille det sidste personen nåede at se i sit liv.
Metal Storm har kritiseret brugen af Roy, og har skrevet:
| Citat                                                     | "Det var sjovt i begyndelsen med de forskellige farver til hvert album, men nu er manden med leen helt og aldeles uinteressant og kedelig. | Citat |
| Anmelder på Metal Storm om omslaget til Are You Dead Yet? | |       |

Frontmand Alexi Laiho bryder sig heller ikke selv om omslaget, og har senere udtalt:
| Citat                    | Jeg brød mig aldrig om Are You Dead Yet?'s omslag til at begynde med. Jeg kunne bare ikke lide det... Jeg kan ikke lide hele det fucking layout. Jeg mener, det var en sej idé at have en form for overvågningskamera eller sådan noget, og alting er sløret på en måde, men jeg synes bare ikke det fungerede sådan som vi havde planlagt det på papiret. | Citat |
| Alexi Laiho om omslaget. | |       |

## Spor
Originale numre
| 1. "Living Dead Beat" – 5:18 Albummets introsang, som starter med en usædvanligt atmosfærisk keyboardpassage, som har bidraget til opfattelsen af albummet som industrial metal. Sangen har et letgenkendeligt omkvæd og omhandler tekstmæssigt selvdestruktiv festen igennem. Sangen er ofte blevet brugt som åbningssang til livekoncerter. 2. "Are You Dead Yet?" – 3:54 En sang hvorpå Laiho synger med en renere vokal end normalt, og til sangen blev der i 2006 indspillet en musikvideo. Tekstmæssigt kan sangen ses som en fortsættelse af "Living Dead Beat", da den omhandler "dagen derpå" og de tilhørende tømmermænd. 3. "If You Want Peace… Prepare for War" – 3:57 Sangtitlen kommer fra latin: "Si vis pacem, para bellum", og sangen er blevet kaldt en af Children of Bodoms mest brutale sange. Sangen indeholder flere tydelige inspirationer fra thrash metal og blandt andet en tredobbelt solo af både Laiho, Latvala og Wirman. 4. "Punch Me I Bleed" – 4:51 En af bandets langsomme sange med en kraftig inspiration fra Pantera (sangen starter på samme måde som Panteras "Hard Lines, Sunken Cheeks". Laiho har udtalt, at sangen er en af de mest "skræmmende" sange, som han har lavet, og at den nogle gange kan være svær at lytte til. Tekstmæssigt handler sangen om "følelsen du har når du føler dig meget svag og ikke kan gøre noget". | 1. "In Your Face" – 4:16 Albummets ene single, In Your Face, og også oprindeligt det eneste nummer med en musikvideo. Sangen har, som antydet, en ekstremt vred tekst og derudover et fængende omkvæd. Et gennemgående riff i sangen minder meget om et fra The Haunteds "Hate Song". 2. "Next in Line" – 4:19 En anderledes sang med mange forskellige riffs. Nogle af sangens melodielementer er tidligere blevet brugt i "Northern Comfort" (fra Follow the Reaper). 3. "Bastards of Bodom" – 3:29 Den sang på albummet som traditionen tro omhandler Bodommordene. Kimberly Goss har skrevet teksten til sangen, og den introducerer et fantasi-inspireret syn på mordene. Sangstrukturen er blevet kaldt "exceptionel for en Children of Bodom-sang". 4. "Trashed, Lost & Strungout" – 4:01 Sangen er fuldstændig identisk med den version, der er at finde på ep'en og singlen af samme navn. 5. "We're Not Gonna Fall" – 3:17 En meget hurtig festsang, som er velegnet til at synge med på. |

Diverse bonusnumre
| - "Somebody Put Something in My Drink" – 3:18 En coverversion af et Ramones-nummer fra albummet Animal Boy fra 1986. Sangen blev oprindeligt indspillet i Astia Studios i 2002, udgivet på singlen You're Better Off Dead! i 2002 og senere på den japanske udgave af Hate Crew Deathroll. Udgivet på den amerikanske udgave. - "Rebel Yell" – 4:12 En coverversion af et Billy Idol-nummer fra albummet af samme navn fra 1983. Sangen blev oprindeligt indspillet i Janne Wirmans eget studie i juli 2003 til opsamlingsalbummet BestBreeder. Sangen blev indspillet kort efter Alexander Kuoppala forlod bandet tidligere samme måned. Udgivet på UMG's britiske udgave. - "Oops!... I Did It Again" – 3:19 En coverversion af et Britney Spears-nummer fra albummet af samme navn fra 2000. Den blev indspillet i Finnvox og Children of Bodoms eget Hästfittan Studio i 2005 under indspilningerne til Are You Dead Yet?. Sangen blev oprindeligt udgivet på singlen In Your Face. Udgivet på Toy's Factory's Deluxe Edition. | - "Talk Dirty to Me" – 3:38 En coverversion af et Poison-nummer fra albummet Look What the Cat Dragged In fra 1986. Den blev indspillet i Finnvox og Hästfittan i de samme sessioner som "Oops!... I Did it Again". Udgivet på Toy's Factory's Deluxe Edition. - "Living Dead Beat (live)" – 4:49 En liveudgave af sangen fra albummet. Udgivet på Toy's Factory's Deluxe Edition. - "Follow the Reaper (live)" – 3:56 En liveudgave af sangen fra albummet af samme navn. Udgivet på Toy's Factory's Deluxe Edition. - "Hate Crew Deathroll (live)" – 5:04 En liveudgave af sangen fra albummet af samme navn. Udgivet på Toy's Factory's Deluxe Edition. |